# Vicovaro
Vicovaro é uma comuna italiana da região do Lácio, província de Roma, com cerca de 3.557 habitantes. Estende-se por uma área de 36 km², tendo uma densidade populacional de 99 hab/km². Faz fronteira com Castel Madama, Mandela, Roccagiovine, Sambuci, San Polo dei Cavalieri, Saracinesco, Tivoli.

## Demografia
| Variação demográfica do município entre 1861 e 2011                               |
|                                                                                   |
| Fonte: Istituto Nazionale di Statistica (ISTAT) - Elaboração gráfica da Wikipedia |